# پل دوبریل
پل دوبریل (به فرانسوی: Paul Dubreil) (زاده ۱ مارس ۱۹۰۴ در لومان-درگذشته ۹ مارس ۱۹۹۴ در پاریس) ریاضیدان اهل فرانسه بود.

## زندگی و کارنامه
دوبریل فرزند یک معلم ریاضی دبیرستان بود و از سال ۱۹۲۳ در اکول نرمال سوپریور و دانشگاه سوربن به تحصیل سرگرم شد. ووی سرانجام در سال ۱۹۳۰ زیر سرپرستی امیل پیکار دانش‌آموخته دوره دکترا شد و سپس به دانشگاه هامبورگ رفت و در آنجا با امیل آرتین کار کرد. او همچنین در هامبورگ با امی نوتر آشنا شد و به همراه او به گوتینگن و فرانکفورت رفت. دوبریل افزون بر اینها در دانشگاه رم نزد ریاضیدانان نامداری همچون کاستلنوو، انریکوئس و سِوِری کار کرد و در سال ۱۹۳۱ به فرانسه بازگشت و در دانشگاه لیل و پس از آن از سال ۱۹۳۳ در نانسی سرگرم کار شد. دوبریل در سال ۱۹۵۸ رئیس انجمن ریاضی فرانسه بود. وی همچنین زمان کوتاهی عضویت نیکلا بورباکی را داشت.
زمینه پژوهش دوبریل جبر به ویژه نظریه گروهها، هندسه جبری و نظریه اعداد بود.